# Обсада на Мичина
Обсадата на Мичина от 17 май до 3 август 1944 година е сражение при град Мичина в Британска Бирма по време на Бирманската кампания на Втората световна война.
Войските на Република Китай, подпомагани от американски контингент, обсаждат в продължение на няколко месеца контролирания от Япония град, който е ключов пункт за възстановяването на Бирманския път, свързващ по земя Китай със Съюзниците. След ожесточена съпротива, японците са принудени да изоставят града с големи загуби.